# Diathese (Linguistik)
Die Diathese (altgriechisch διάθεσις diáthesis ‚Aufstellung, Zustand‘), manchmal in gleicher Bedeutung Genus Verbi (lateinisch: „Gattung (Art, Geschlecht) des Zeitworts“), deutsch auch Handlungsrichtung genannt, ist in der Sprachwissenschaft eine grammatische Kategorie des Verbs. Es gibt verschiedenartige Konzeptionen, welche Erscheinungen als Diathese bezeichnet werden und wie der Begriff insgesamt bestimmt wird. 
Als typischster Beispielfall einer Diathese gilt das Passiv. In der deutschen Grammatik wird Diathese oft nur als die Kategorie definiert, die Aktiv und Passiv zusammenfasst. Dann ist Diathese eine Kategorie in der Konjugation des Verbs und die Bezeichnung wird überwiegend als synonym zu Genus Verbi gesehen. In vielen anderen Ansätzen werden aber weitere grammatische Erscheinungen einbezogen wie z. B. Kausativ, Antikausativ, Reflexiv usw. (wodurch der Bereich der Konjugationsformen verlassen wird). Diathese wird somit zu einem sehr abstrakten Begriff: Er fasst verschiedene, schon für sich bestehende grammatische Kategorien zusammen, um bestimmte Gemeinsamkeiten in ihrer Funktionsweise herauszustellen. Unterschiede in der Fachliteratur über Diathesen entstehen daraus, was für Gemeinsamkeiten man dabei genau ins Auge fasst.
Ursprünglich wurde der Begriff Diathese von den antiken Grammatikern des Altgriechischen geprägt; dort bezieht er sich auf das sogenannte Aktiv/Medium-System des Griechischen. Aktiv und Medium sind zwei Kategorien, die in den meisten Fällen eigene Bedeutungen ausdrücken (eine Klassifikation von Situationen danach, ob das Geschehen vom Subjekt nur ausgeht oder ob das Subjekt (mit-)betroffen ist). Daher erlauben viele Verben nur entweder Aktiv- oder Medium-Form, und Verben, die in beiden Formen vorkommen, zeigen dabei unterschiedliche Bedeutungsvarianten. Ein Aktiv/Passiv-System, wie es im Deutschen vorliegt, ist jedoch anders geartet: Es ist nicht bedeutungstragend, da das Passiv nur die grammatische Darstellung der Verbergänzungen abändert, und es ist nicht symmetrisch, da das Aktiv nur die neutrale, nicht-passivierte Form darstellt. Aufgrund solcher einzelsprachlicher Unterschiede ergab es sich, dass der Begriff der Diathese seit seiner Entstehung im antiken Griechenland mehrfach fundamental umgedeutet worden ist. Manche heutigen Darstellungen zeigen auch eine Vermengung von Aspekten der klassischen Begrifflichkeit mit modernen Weiterentwicklungen.
Eine heute gängige Definition in einer weiter gefassten Bedeutung ist, dass Diathesen regeln, ob und in welcher Anordnung die von der Verbbedeutung vorgegebenen Teilnehmerrollen (Semantische Rollen) im Satzbau erscheinen. „Diathese“ bezeichnet hier insbesondere verschiedene Arten von Abwandlung einer zugrundeliegenden Anordnung (Valenzalternation), was für das altgriechische Medium weniger zutrifft.
Die sprachwissenschaftliche Literatur verhält sich nicht nur uneinheitlich darin, auf welche Phänomene der Begriff Diathese sich erstrecken soll, sondern auch darin, ob der traditionelle Begriff Genus Verbi und seine englische Übersetzung voice mit Diathese gleichgesetzt oder von Diathese unterschieden werden. Anders als in der Grammatik der klassischen Sprachen wird in neuerer Literatur häufig eine Unterscheidung definiert. Hiernach soll Genus Verbi (bzw. voice) beim Verb die konkreten grammatischen Formen bezeichnen, die eine Diathese anzeigen; entsprechend ist dann Diathese eine formale Operation, die an der Schnittstelle von Verbbedeutung und Satzgrammatik stattfindet, und die unabhängig davon ist, ob und wie sie äußerlich angezeigt wird. Genus Verbi ist dann also eine morphologische Kategorie, Diathese ein Begriff, der mit grammatischen Funktionen zu tun hat.

## Das Passiv als typischste Diathese
Einer der einfachsten Diathesebegriffe – der auch in der deutschen Grammatik am meisten verwendet wird – definiert Diathese als diejenige Kategorie, die Aktiv und Passiv zusammenfasst. Die Funktionsweise des Passivs zeigt aber auch wichtige Grundlinien dessen, worauf es bei anderen heute gängigen Varianten des Diathesebegriffs ankommt.
Das Passiv hat die Funktion, die Zahl der Ergänzungen zu reduzieren, die im Satz mit einem Verb erscheinen müssen. Beispiel:
- „Die großen Fische fressen die kleinen Fische“

→ PASSIV → „Die kleinen Fische werden gefressen.“
Die Passivierung, und Diathese allgemein, kann modelliert werden, indem zwei Ebenen unterschieden werden: Die inhaltlichen Beschreibungen, die für die Rolle der Teilnehmer im Ereignis gegeben werden können, und Regeln, wie die Teilnehmerrollen auf grammatische Funktionen wie Subjekt und Objekt abgebildet werden sollen. Hierzu wird eine Hierarchie der Rollen gebildet, die vor allem danach geht, in welcher Reihenfolge verschiedene Rollen „subjektwürdig“ sind (dies wird im Artikel Semantische Rolle im Einzelnen dargestellt). Wenn ein aktiv handelnder, verursachender Teilnehmer vorhanden ist (Agens), hat er die höchste Priorität für die Subjektstelle. Im obigen Beispiel ist sonst noch ein Teilnehmer beteiligt, der sich verändert bzw. etwas „erleidet“, Patiens genannt. Ein Patiens hat als Rolle einen niedrigeren Rang und wird nur Subjekt, wenn kein Agens da ist. Im transitiven Satz bleibt dem Patiens die Objektposition. Diese Abbildungsregeln ergeben also die Anordnung der Teilnehmer im Satz:
```
fressen:
 AGENS,  PATIENS
         <1,       2    >
         Subjekt   Objekt
```

Das Passiv unterdrückt die Übernahme der höchsten Teilnehmerrolle in den Satz (die Agensrolle verschwindet aber nicht aus der Darstellung der Bedeutung). Typischerweise führt dies dazu, dass das Patiens an die Subjektstelle gesetzt wird (so wie es auch bei dem Verb „sterben“ geschehen würde, wo von vornherein kein aktiver Teilnehmer da ist):
```
wird gefressen:
 AGENS,  PATIENS
                < 1 ,   2    >
                  ***  Subjekt
```

Das Passiv ist also ein Eingriff in die Wiedergabe der Teilnehmerrollen, das Aktiv ist die normale Wiedergabe. Auch dem Passiv liegt dieselbe Hierarchie der Teilnehmerrollen zugrunde, denn es soll die höchste Teilnehmerrolle in der Hierarchie finden und diese nur für die grammatische Wiedergabe blockieren. Insofern sind Aktiv und Passiv Mechanismen der gleichen Art (Abbildungen von Rollen auf syntaktische Funktionen) und werden beide als Diathesen bezeichnet, auch wenn das Aktiv ein besonders neutraler Fall ist, manchmal daher als „Basisdiathese“ oder auch „Nulldiathese“ bezeichnet.
Die Diathese Passiv wird ferner durch eine grammatische Form angezeigt: Dies kann eine Endung am Verb sein oder, wie im Deutschen, die Verbindung mit einem Hilfsverb. Daher wird manchmal unterschieden zwischen der eigentlichen Diathese als grammatischer Operation („unterbreche die Verbindung AGENS → Subjekt“) und dem Genus Verbi (englisch voice) als Konjugationsform: „Hilfsverb werden + Partizipform signalisiert Diathese Passiv“ (dies ist allerdings eine Umdeutung des ursprünglichen Sinns von Genus Verbi, vergleiche den Abschnitt zur Diathese in den klassischen Sprachen).
Merkmale der Diathese Passiv sind also: (1) Sie reduziert die Anzahl der grammatischen Verbergänzungen, (2) sie ist sonst bedeutungsneutral, (3) sie steht im Kontrast zum Aktiv, (4) sie wird durch eine Konjugationsform des Verbs markiert (die ebenfalls im Kontrast zur Aktivform steht).
Das Passiv ist der typischste Fall einer Diathese und wird in allen Theorievarianten in diesen Begriff einbezogen. Von da ab unterscheiden sich verschiedene Ansätze aber darin, was sie noch alles zu den Diathesen dazurechnen und mit welcher Begründung.

## Diathese als Valenzalternation

### Motivation des erweiterten Begriffs
In diesem Abschnitt wird eine Konzeption besprochen, die analog zum Passiv eine Ausweitung des Begriffs Diathese auf beliebige Prozesse vornimmt, durch die Verbergänzungen auf andere grammatische Funktionen im Satz umverteilt werden. Die Diathese erscheint so als Valenzalternation (Valenzveränderung), d. h. ein Wechsel in der Ordnung der vom Verb verlangten Ergänzungen (der sogenannten Valenz des Verbs). Die Ansätze in der Literatur unterscheiden sich darin, wie weit diese Erweiterung geht. Die grundsätzliche Motivation lässt sich an folgenden Beispielen ersehen:
- Aktiv → Passiv

„Die großen Fische fressen die kleinen Fische“ →
„Die kleinen Fische werden (von den großen) gefressen.“
- Einfaches Verb → Kausativ, und dieser in verschiedenen Varianten

„Ein Mechaniker schaute den Wagen durch.“ →
„Otto ließ einen Mechaniker den Wagen durchschauen“ – oder –
„Otto ließ den Wagen (von einem Mechaniker) durchschauen.“
Nicht nur das Passiv, auch die kausative Konstruktion mit „lassen“ bildet also Varianten, die sich gegenüber dem einfachen Verb als eine Umordnung von Ergänzungen beschreiben lassen (Umordnung im weitesten Sinn: einschließlich Weglassung und Hinzufügung von Ergänzungen).
Bei einer solchen Ausweitung des Diathesenbegriffs werden allerdings verschiedene Typen von grammatischen Kategorien zusammengenommen: Zum einen liegt die Veränderung beim Kausativ auch an der Bedeutung des zusätzlichen Verbs lassen. Das Passiv ist dann eher ein Sonderfall einer Valenzalternation, weil Passivierung nicht von einer Fusion zweier Prädikate mit eigenen Bedeutungen getrieben ist. Dazu kommt: Im Deutschen gilt das Passiv-Hilfsverb als Konjugation des Hauptverbs (nicht als Wortform, aber als „periphrastische Konjugation“), eine Kausativkonstruktion mit lassen zählt aber nicht als Konjugation. Bei diesen anderen Valenzalternationen handelt es sich stattdessen eher um Wortbildung (Derivation) oder um beliebige Typen zusammengesetzter Prädikate.

### Beispiel: Kausativ als Diathese
Beim Kausativ tritt im Deutschen ein Verb hinzu, das einen Verursacher und ein Verursachungsereignis zusätzlich einführt. In Verbindung mit dem Vollverb ergibt sich eine Verschmelzung von zwei Prädikaten zu einem zusammengesetzten Prädikat. Hierbei muss die Abbildung von Teilnehmern auf syntaktische Positionen im Vergleich zum einfachen Prädikat neu geregelt werden. Wie im Folgenden gezeigt, kann die erste Ergänzung des Vollverbs nun wegfallen oder zum Akkusativobjekt des Ganzen werden.
- Beispiel:

(a) „dass er den Wagen (von einem Mechaniker) durchsehen lässt“
(b) „dass er einen Mechaniker den Wagen durchsehen lässt.“
```
lassen: AGENS   EREIGNIS
                = durchsehen: AGENS THEMA
```

```
durchsehen-lassen:
(a)
      <  1,  		      (2)       3  >
        Subjekt               (***)    Objekt
(b)
      <  1,  		       2,       3  >
        Subjekt            Objekt-1    Objekt-2
```

Die Konstruktion in (a) hat also Gemeinsamkeiten mit einer Passivierung; sie wird in der Literatur zum Deutschen tatsächlich auch manchmal als „Kausativ-Passiv“ bezeichnet.

### Beispiel: Antikausativ
Ein weiteres Beispiel für eine Valenzalternation ist der sogenannte Antikausativ, der seinen Namen daher hat, dass er in gewissem Sinne die Umkehrung dessen ist, was beim Kausativ geschieht: Eine im Verb vorhandene Bedeutungskomponente der Verursachung wird weggenommen. In manchen Sprachen geschieht auch dies durch ein zweites Verb, im Deutschen ist die Markierung dieser Valenzalternation aber anders als der Kausativ und besteht meist aus einem bedeutungsleeren Reflexivpronomen (bei anderen Verben kann sie auch ganz ohne Markierung bleiben).
- Beispiel: „Die Tür öffnet sich“

```
öffnen (aufmachen):  AGENS verursacht:  THEMA geht auf
Valenz                 < 1,              2 >
```

```
sich öffnen:       ******************** THEMA geht auf
Valenz                                 < 2 >
```

Während die Bedeutung des transitiven „öffnen“ wie oben zerlegt werden kann (siehe Verb #Lexikalische Dekomposition), entsteht durch die Antikausativ-Bildung „sich öffnen“ eine Verbbedeutung des reinen Zustandswechsels. Es bleibt erkennbar, dass es sich um einen Zustandswechsel handelt, der von außen verursacht werden kann, der Verursachungsteil fehlt aber bereits auf der Bedeutungsebene. Dies ist anders als im Passiv: Hier wird nun das Agens nicht grammatisch unterdrückt, sondern auf einer vorgeschalteten Ebene zusammen mit einem Ereignisteil.

### Die Unterscheidung „Genus Verbi“ und „Diathese“ in diesem Modell
Die Bezeichnung Genus Verbi stammt aus der Lateingrammatik. Sie ist zusätzlich in mittelalterlichen Traditionen durch Vox Verbi ersetzt worden, wovon sich der englische Ausdruck Voice herleitet. Im vorliegenden Artikel wird daher davon ausgegangen, dass „Genus Verbi“ in deutschen Texten und „Voice“ in englischen Texten äquivalent sind. Die Verwendung dieser Gruppe von Bezeichnungen ist in der Literatur uneinheitlich. In Modellen, die Diathesen als Valenzalternationen fassen, wird oft eine unterschiedliche Bedeutung für Diathese einerseits und Genus Verbi bzw. Vox/Voice andererseits definiert (anders als in Systemen, die der griechisch-lateinischen Tradition näher stehen, siehe im nächsten Kapitel).
Die Konzeption der Diathese als Valenzalternation verdankt ihre Entwicklung wesentlich der „Leningrader Schule“ der Sprachtypologie in den 1970er Jahren. In deren Ansatz wird der Begriff Diathese als grammatische Operation definiert, die Abbildungen von semantischen Rollen auf grammatische Funktionen regelt und abwandelt. Im Unterschied dazu wird die Markierung an einem Verb, die eine solche Diathese anzeigt, (in englischer Übersetzung) als „Voice“, also „Genus Verbi“ bezeichnet. Dieses Modell hat sich seither auch in der englischsprachigen Fachliteratur sehr verbreitet, vgl. etwa das Übersichtswerk von Zúñiga & Kittilä (2019).
Bei einigen Autoren in derselben Tradition wird jedoch Voice und besonders auch Genus Verbi auf Flexionskategorien beschränkt. Beispielsweise ist für den Ausdruck der Kausativität durch Hilfsverben oder Verbaffixe in der Leningrader Schule die Bezeichnung „causative voice“ üblich, dies wird aber anderswo eher vermieden.
Auch die Bezeichnung Diathese wird in diesem Zusammenhang noch verschieden gehandhabt. In weiter Bedeutung sind mit Diathese, wie oben gesagt, alle Arten von valenzverändernden Operationen gemeint. Manchmal werden hierbei allerdings nur Valenzänderungen berücksichtigt, die das Subjekt mitbetreffen (die Umordnung von Objekten beim Applikativ oder dem englischen dative shift würde so ausgeschlossen). In der deutschsprachigen Literatur ist jedoch auch eine besonders enge Bedeutung anzutreffen, die die Einschränkung der traditionellen Grammatik auf Konjugationsformen weiterführt und nicht nur Genus Verbi, sondern auch die Bezeichnung Diathese in einen Gegensatz zu Valenzänderungen wie Kausativ, Antikausativ etc. stellt, also in einen Gegensatz zu Wortbildungskategorien oder komplexen Prädikaten. Beispielsweise bezeichnet die deutsche Grammatik von Eroms (2000) nur das Passiv als „Diathese“ neben den anderen Operationen, die dann als „Konversen“ bezeichnet werden. Unterschiedlich ist hier jedoch nur der Sprachgebrauch, nicht das theoretische Modell als solches, da im Begriff der „Konversen“ dieselbe Zusammenfassung getroffen wird, die in der Leningrader Schule Diathese hieß (nämlich ein Oberbegriff für alle Valenzalternationen inklusive Passiv).

## Das Medium und die Diathese in den klassischen Sprachen

### „Genus Verbi“ als Übersetzung von „Diathese“
Im Gegensatz zu der oben dargestellten Terminologie wird in manchen Quellen keine besondere Unterscheidung zwischen Genus Verbi und Diathese genannt, sondern sie werden als alternative Bezeichnungen für dieselbe Sache genommen. Das lässt sich darauf zurückführen, dass die lateinische Bezeichnung Genus Verbi ursprünglich erschien, um als Übersetzung von Diathese aus dem Griechischen zu fungieren. In einer Lesart sind also auch in heutigen Quellen Genus Verbi, Vox, Voice, Diathese austauschbare Bezeichnungen, vor allem dann, wenn es um Flexionskategorien wie Passiv oder Medium geht, wie sie sich in den klassischen Sprachen zeigen. Im Bezug hierauf zeigt sich auch eine andere Konzeption von „Diathese“.

### Das Medium des Altgriechischen
Im Lateinischen wird ebenso von einer Aktiv-Passiv-Unterscheidung gesprochen wie im Deutschen, nur geschieht der Ausdruck meist innerhalb ein und desselben Wortes, durch eine andere Serie von Endungen:
- Maria bewegt den Stein.

Maria lapidem movet.
- Der Stein wird bewegt.

Lapis movetur.
Die weitläufig verwandte altgriechische Sprache hat ebenfalls solche Wortformen, aber ein anderes System.
Der Hauptkontrast besteht im Griechischen nicht zwischen Aktiv- und Passivformen, sondern zwischen Formen, die hier der Eindeutigkeit halber als Aktivflexion und Mediumflexion bezeichnet werden. Beispiele für diese Wortformen sind:
```
loú-ō
    Aktivflexion 1.Pers.Sg. = „ich wasche“

loú-omai
  Mediumflexion 1.Pers.Sg.
```

Es gibt daneben auch ein Passiv, aber nur in zwei Zeitformen: im Futur und im Aorist (einem Erzähltempus der Vergangenheit). Im Futur sieht man, dass das Passiv auf der Grundlage der Mediumform mit einem zusätzlichen Affix gebildet wird:
```
loú-s-ō
        Futur Aktivform = „ich werde waschen“

loú-s-omai
     Futur Mediumform = ...

lou-
thḗ
-s-omai
 Futur Passiv = „ich werde gewaschen werden.“
```

Die Mediumformen in der griechischen Konjugation haben nun eine Vielzahl von Übersetzungen und Funktionen, wie in folgendem Beispiel. Die folgende Wortform ist hier mehrdeutig zwischen den inhaltlichen Kategorien: (1) Reflexiv, (2) Reziprok, (3) Antikausativ, (4) Passiv.
```
(„Sie stiegen in die Badewanne, und...“)

loú-sa-nto
 (Mediumflexion Aorist 3.Pers.Pl.)
= 1. „wuschen sich“
  2. „wuschen einander“
  3. „wurden sauber“
  4. „wurden gewaschen“
```

Das Passiv ist also eine reguläre Interpretation der Mediumform; im Futur wird diese Interpretation durch ein eigenes Affix eindeutig, auch diese Bildung verbleibt aber innerhalb des Konjugationstyps der Mediumformen (im Aorist wirkt die zusätzlich existierende Passivform selbständig, da nicht zerlegbar).
Es kommen aber noch weitere Funktionen hinzu, denn einige Verben erscheinen nur in der Mediumform, oder bestimmte Bedeutungsvarianten eines Verbs entstehen spezifisch nur mit der Aktivform bzw. der Mediumform. Beispiele für letzteres:
```
bouleúō
 (Aktivflexion) „ich plane, überlege“

bouleúomai
 (Mediumflexion) „ich plane, entscheide mich“
```

Eine auffällige Gruppe ist auch die Bedeutung „etwas für sich selbst, zum eigenen Nutzen tun“:
```
loú-ō
    (Aktivflexion) = „ich wasche“

loúomai tà himátia
  (Mediumflexion) = „ich wasche (mir) meine Kleider“
[
22
]
```

Verben, die nur in einer der Formen vorkommen können, zeigen diesen Effekt noch deutlicherer. Solche Fälle werden media tantum genannt. Im Griechischen sind dies zum Beispiel regelmäßig Verben, die körperliche Bewegung oder geistige oder emotionale Vorgänge bezeichnen (etwa „tanzen, fliegen, vermuten, klagen“). Als Gegenstück dazu gibt es activa tantum, Verben die keine Mediumformen bilden.
Dies führt dazu, dass die Mediumkonjugation auch als eine Klassifikation von Verben und Verbbedeutungen erscheint. Sie wird so zusammengefasst, dass Verben oder Verbbedeutungen, die nur bei Mediumformen vorkommen, eine Klasse von Situationen bilden, in denen das Subjekt des Satzes ein Teilnehmer ist, auf den das Ereignis in irgendeiner Form einwirkt.
Im Lateinischen gibt es Züge der sogenannten Passivform, die diesen Verhältnissen ähneln, nur dass man im Lateinischen von einem Passiv spricht statt von einem Medium. Das Lateinische hat sich hier von den älteren Verhältnissen, wie sie im Griechischen noch anzutreffen sind, wegentwickelt; die lateinischen Deponentia – Verben, die nur im Passiv vorkommen können, ohne dass eine typische Passivfunktion zu erkennen wäre – sind also Reste eines medialen Systems.

### Der Begriff der Diathese in der antiken Grammatik
Der Begriff der Diathese bzw. des Genus Verbi, wie er bei den antiken griechischen bzw. römischen Grammatikern gebraucht wird, unterscheidet sich von der heutigen Verwendung dieser Bezeichnungen. Gemeint waren damit (also auch mit „Genus Verbi“) weder die Konjugationsformen des Verbs noch deren Interpretationen, sondern verschiedene Beziehungen zwischen Form und Interpretation. Das Medium hat seinen Namen davon, dass es ein gemischter Typ zwischen zwei anderen ist, bei denen die Abbildung Wortform–Bedeutung eindeutiger ist.
Die beiden hauptsächlichen Diathesen-Kategorien, die bei dem altgriechischen Grammatiker Dionysios Thrax verwendet werden, heißen energeia und pathos, ins Lateinische übersetzt als das genus verbi activum bzw. genus passivum. Diese beiden bezeichnen eine normale Abbildung zwischen Form und Funktion, die zusätzliche „mittlere Diathese“, griechisch mesotes, dagegen ein nicht standardmäßiges Verhältnis zwischen Form und Funktion. Zum einen erscheint energeia als die Kategorie, wonach das Subjekt des Verbs aktiv handelt und auf anderes einwirkt, gekoppelt mit der Konjugationsform des Aktivs; pathos ist die Bedeutung, wonach in irgendeiner Form auf das Subjekt eingewirkt wird und dies durch die Medium-Konjugation angezeigt wird. Die Konjugationsform namens Medium wie z. B. in loú-omai hat also alle im obigen Beispiel genannten Interpretationen (Passiv, Reflexiv, Reziprok, Antikausativ) als Standardfall von pathos / passivum; die zusätzliche „mittlere Diathese“ des Verbs betrifft andere, untypische Fälle, in denen der medialen Konjugationsform eine aktivische Interpretation zugeordnet ist – die „mittlere Diathese“ in diesem Sinn (mesotes) deckt sich also gerade nicht mit der medialen Konjugationsform. Die antiken römischen Grammatiker übernahmen diese Konzeption, und hier erscheint als Übertragung von mesotes nun das Deponens als zusätzliche Diathese neben dem genus activum und dem passivum, nämlich als der Fall, dass die passivische Flexionsform die standardmäßige passivische Funktion „abgelegt“ hat (so der wörtliche Sinn von „Deponens“).
Im heutigen Sinn ist hingegen mit einer „Diathese“ in der Regel die Interpretation der medialen Konjugationsform gemeint. Die Kategorie „Medium“ im Sinne von pathos verallgemeinert über verschiedene Bedeutungsfunktionen, die im heutigen Sinn alle für sich als eigene Diathesen zählen (Passiv, Antikausativ etc.). Das Medium bildet keine einheitliche, bedeutungsmäßig definierte Diathese, sondern ein „Bedeutungsnetzwerk“. Die Verallgemeinerung, die dieses Netzwerk zusammenhält, betrifft einen besonderen Faktor, von dem bei Valenzalternationen weniger die Rede ist, nämlich die Relation zwischen dem Prädikat und der semantischen Rolle, die sein Subjekt hat. Es liegt auch sonst nicht nahe, das Medium als Valenzalternation einzustufen, da es durch die Existenz von media tantum Züge einer Klassifikation von Verbbedeutungen hat.
Es ergibt sich so auch ein anderer Kontrast zwischen Medium und Aktiv als im Deutschen zwischen Passiv und Aktiv (siehe unten unter #Der Sonderfall „Aktiv“).

### Das Medium als Gruppe ähnlicher Diathesen
Die traditionelle Kategorie des Mediums nimmt die Generalisierung vor, dass das Subjekt keine Kontrolle nach außen ausübt, sondern dass ein Geschehen auf das Subjekt wirkt, entweder weil das Subjekt nur betroffen ist oder als Komponente bei einer aktiven Handlung, von der das Subjekt auch selbst betroffen wird. Ein „nur betroffenes“ Subjekt wie bei Passiv oder Antikausativ und ein „auch betroffenes“ Subjekt wie beim Reflexiv sind verschiedene Diathesen im modernen Sinn. Das Medium ergibt aber eine Gruppe (oder „Cluster“) von Diathesen, die in verschiedenen Sprachen unabhängig voneinander zusammen auftreten. Beispielsweise besitzt die amerikanische Indianersprache Halkomelem ein Verbaffix -m, mit einer Verteilung, die an die griechische Mediumflexion erinnert:
```
tə̉m̉š-
 „flechten“ → 
tə̉m̉š-ən̉ə
-m
   „seine Haare flechten“

kwən-
 „nehmen“   → 
kwən-ət-
əm
   „genommen werden“

ʔiləq-
 „kaufen“  → 
ʔiləq-əłc-
əm
 „sich etwas kaufen“
```

## Ein System für die Untertypen der Diathese

### Gesamtüberblick der Diathesen im weiten Sinn
In diesem Abschnitt wird die Frage nach der Gesamt-Ordnung des Gebiets der Diathesen behandelt und weitere, noch nicht genannte Unterkategorien werden nachgetragen. In einem einflussreichen neueren Übersichtswerk, Zúñiga & Kittilä (2019), wird das Phänomen der Diathesen in vier Familien eingeteilt. Dabei sind jedoch terminologische Entscheidungen zu beachten: Erstens, diese Autoren folgen der Terminologie der „Leningrader Schule“ und verstehen unter Diathese den grammatisch-semantischen Prozess der Zuordnung von Teilnehmerrollen auf grammatische Funktionen („diathetical operation“) – nicht den Diathesebegriff wie er in der germanistischen Literatur vorherrscht, der sich auf das Passiv konzentriert. Zweitens besteht die Themenstellung dieses Übersichtswerks in Kategorien des Typs „Voice“ – dieser Begriff wird definiert als eine grammatische Kategorie bzw. grammatische Markierung für eine Diathese (im Sinn von „dathetical operation“). Zunächst ergibt sich aber aus jeder solcher Voice auch eine Diathese. Nachfolgend wird eine erste Übersicht über die Einteilung gegeben; die Kategorien werden anschließend jeweils in eigenen Unterkapiteln näher erläutert:
1. Valenzänderungen durch Operationen auf der Bedeutungsebene,[32] z. B. Kausativ, Antikausativ
2. Reine Valenzänderung ohne Bedeutungseffekte: v. a. Passiv.[33]
3. Diathesen, die die semantische Rolle des Subjekts modifizieren, die es im Verhältnis zum Gesamtsatz hat. Beispiele: Reflexiv.[34]
4. Diathesen, die die Gesamt-Anordnung aller Ergänzungen des Verbs ändern (aber nicht die Anzahl der Ergänzungen). – Hierzu gibt es keine Analogie im Deutschen; Beispiele sind die sogenannten „Fokus“-Formen des Verbs in den Austronesischen Sprachen sowie Direkt/Invers-Systeme in nordamerikanischen Indianersprachen.[35]

Diese Typen bilden nicht einfach eine Liste verschiedener möglicher Diathesen, sondern ordnen sich auf verschiedenen Ebenen an. Dies zeigt sich auch daran, dass verschiedene Fälle miteinander kombiniert werden können. Zum Beispiel gibt es oft (wie im Deutschen) die Ableitung eines Passivs (Typ 2) oder Reflexivs (Typ 3) vom Kausativ (Typ 1), oder Sprachen mit Direkt/Invers-Diathesen des vierten Typs haben zugleich „normales“ Passiv und Kausativ.

### Der Sonderfall „Aktiv“
Im System von Zúñiga & Kittilä (2019) wird das Aktiv aussortiert und nicht mitbehandelt. Dies liegt daran, dass das System dieser Autoren eigentlich sogenannte „Voice“ behandelt, definiert als grammatische Markierung für eine diathetische Operation. Das Aktiv ist im Deutschen oder Englischen jedoch gerade die unmarkierte Form (im Gegensatz zum Passiv als grammatisch markierter Kategorie). Aus diesem Grund kann definiert werden, dass das Aktiv keine Voice ist, was die Autoren aber als eine möglicherweise kontroverse Entscheidung eigens hervorheben. Im Englischen ist sonst traditionell von einer active voice die Rede, ebenso wird im Deutschen das Aktiv zusammen mit dem Passiv als Genus Verbi bezeichnet. Hier ist jedoch die Mehrdeutigkeit der Terminologie zu beachten: Wenn in deutschsprachiger Literatur „Genus Verbi“ als gleichbedeutend mit „Diathese“ verstanden wird, ergibt sich kein Widerspruch, denn das Aktiv kann eine „diathetische Operation“ sein, ohne eine „Voice“ im Sinne von Zúñiga & Kittilä (2019) zu sein. Das Aktiv ist dann die „Nulldiathese“ (die unveränderte Abbildung aus der Hierarchie der Teilnehmerrollen auf grammatische Funktionen), aber insofern eine Diathese, selbst wenn es sich mangels Markierung zugleich nicht um „Voice / Genus Verbi“ handelt.
Das Aktiv ist vor allem im Kontrast zu Passiv und Medium identifizierbar. Bei Valenzalternationen gibt es meist keine solche Gegenüberstellung, beispielsweise ist ein Kausativ oder Applikativ immer noch zugleich ein Aktiv. Der unmarkierte Status des Aktivs betrifft ebenfalls in erster Linie nur den Kontrast zum Passiv. Bei Systemen wie dem des Griechischen, wo eine Kategorie Medium vorliegt, ist dies hingegen nicht so: Im Griechischen gibt es zwei verschiedene Konjugationsreihen für Aktiv und Medium, und daneben auch Verben, die nie im Aktiv, sondern nur im Medium vorkommen. Das Medium kann also nicht so betrachtet werden, dass es vom Aktiv abgeleitet wäre. Umgekehrt erhält das Aktiv im System des Griechischen den Status einer Bedeutungskategorie, anders als es mit der Opposition Aktiv und Passiv im Deutschen der Fall ist.

### Die Kategorie der bedeutungshaltigen Valenzalternationen
Diese Kategorie wird definiert über „Operationen, die die morphosyntaktische Struktur des Satzes auf verschiedene Weisen ändern, wobei wesentlich ist, dass die semantische Struktur sich auch ändert.“ Dieser Beschreibung entsprechen:
- Kausativ (siehe eigener Abschnitt oben): Dieser Konstruktionstyp ist außerordentlich vielfältig und produktiv und kann teils durch zusätzliche Verben gebildet werden, teils durch Affixe am Verb, manchmal auch unmarkiert sein. Es gibt unterschiedliche Bedeutungsnuancen, wie etwa direkte oder indirekte oder unwillentliche Verursachung. Die Gemeinsamkeit ist jedes Mal der Zusatz eines externen Verursachers, wobei die Konstruktionen sich darin unterscheiden können, inwieweit die anderen Argumente übernommen werden.
- Antikausativ (siehe eigener Abschnitt oben): Hier wird ein transitives Verb mit einer zusätzlichen Markierung versehen, um zu bezeichnen, dass das Agens und der ihm zugeordnete Ereignisteil ausgeblendet ist. Diese Bildungen sind nie bei allen agentiven Verben möglich, sondern eher nur bei solchen, die die Rolle des Agens als reinen Verursacher ohne nähere Beschreibung von Art und Weise zeichnen.[40] Die Bildung ist also wesentlich eingeschränkter als der Kausativ.[41]
- Resultativ: Übergang von ereignisbeschreibendem Verb auf eine Form, die nur den Resultatszustand des Ereignisses bezeichnet, z. B. deutsch „die Tür ist geöffnet“ (im Deutschen als „Zustandspassiv“ bezeichnet, wobei nicht klar ist, ob es buchstäblich ein Passiv ist). Hierbei geschieht meist eine Argumentreduktion ähnlich der beim Antikausativ: Das Agens entfällt.[42] Jedoch bezeichnet das Antikausativ eine Veränderung, das Resultativ einen Zustand.
- Applikativ: Dies ist eine valenzerweiternde Operation, die das Subjekt unverändert lässt und eine oblique Ergänzung – häufig von einer Präposition eingeführt – zu einem direkten Objekt hochstuft. Sie lässt sich in vielen Fällen als Inkorporation eines zweiten Prädikats ins Verb beschreiben.[43] Applikative können normalerweise passiviert werden, so dass das neugeschaffene direkte Objekt in die Subjektposition weitertransportiert wird.[44] Applikative lassen sich durch deutsche Verben mit be-Präfix illustrieren: „[auf den Berg] steigen“ → „den Berg besteigen“. Sprachen unterscheiden sich jedoch, ob es sich wie im Deutschen um Wortbildung handelt oder um einen stärker syntaktischen Prozess.
- Possessor-Anhebung kann als ähnlich zum Applikativ eingestuft werden: Hierbei wird durch Inkorporation eines Objekts ins Verb ein Possessor des Objekts zum direkten Objekt. In der brasilianischen Indianersprache Tupinamba wird eine Konstruktion beschrieben, die übersetzt so funktioniert: „ich wasche [sein Gesicht]“ → „ich gesichtswasche ihn.“[45]
- Sogenannte Nukleative sind Konstruktionen, in denen ein neues Subjekt zusätzlich im Satz hinzugefügt wird (also ein peripherer Teilnehmer des Ereignisses in einer „Kernfunktion“ eingesetzt wird). Im Japanischen geschieht so etwas in einer Konstruktion, die oberflächlich einem Kausativ ähnelt, deren Bedeutung aber ist, dass das neue Subjekt vom Geschehen negativ betroffen ist, z. B.:[46]

```
Taro-ga Hanako=ni piano=o     hik-are-ta.
T.-nom   H.-dat   Klavier-acc spiel-NUCL-prät
Etwa: „Taro musste zu seinem Leidwesen erleben, dass Hanako Klavier spielte.“
```

Die grammatischen Markierungen, die bei solchen Diathesen erscheinen, sind oft auch mehrdeutig, zum Beispiel werden in manchen Sprachen Kausativ-Formen auch zum Ausdruck eines Passivs verwendet (etwa im Koreanischen) oder Antikausativ-Markierungen für den Ausdruck von unwillentlicher Verursachung (analog zum deutschen Satz: „Mir ist ein Glas zerbrochen“).

### Die Kategorie der reinen Valenzänderungen
Die wichtigste Unterkategorie in dieser zweiten Abteilung ist das Passiv, das in vielfältigen Ausformungen und Varianten vorkommt (siehe Passiv (Grammatik)). Typische Passivkonstruktionen entkoppeln das erste Argument aus der Hierarchie der Teilnehmerrollen (vor allem Agens) von der Subjektfunktion und können ein Objekt zum neuen Subjekt machen. In manchen Sprachen gibt es aber auch Konstruktionen, in denen ein Objekt auch im Passiv in dieser grammatischen Funktion bleibt. Das unterdrückte Agens kann in manchen Sprachen bzw. Konstruktionen herabgestuft auf die Funktion eines Adverbials oder obliquen Arguments wieder eingeführt werden, in anderen ist eine solche Wiedereinführung nicht möglich.
Entgegen einer häufig geäußerten Verallgemeinerung gibt es durchaus auch Ergativsprachen, die die Kategorie Passiv besitzen, z. B. unter den Eskimo- oder Maya-Sprachen.
Als einzige weitere Kategorie wird zu dieser Abteilung noch das sogenannte Antipassiv gezählt. Es besteht darin, dass nicht das erste, sondern das zweite Argument eines transitiven Satzes von seiner normalen grammatischen Funktion (Objekt) entkoppelt wird und ggf. nur als Obliquus wiedereingeführt wird. In Ergativsprachen, wo dies besonders regelmäßig vorkommt, wechselt hierdurch auch der Kasus des anderen Arguments.

### Die Kategorie der Modifikation von Subjektrollen
Das Medium wird als eine grammatische Kategorie analysiert, der eine ganze Schar von Diathesen als mögliche Interpretationen zugeordnet ist und die eine eher vage Verallgemeinerung über diese ausdrückt (wie es für die Interpretation von Flexionskategorien auch sonst typisch ist, vgl. Tempus oder Genus). Es geht dabei um ein besonderes Verhältnis zwischen Prädikat und semantischer Rolle des Subjekts. Darunter befinden sich auch Kategorien, die charakteristisch für diesen allgemeinen Typ des Mediums sind und eine eigene Gruppe unter den Diathesen bilden. Sie werden bei Zúñiga & Kittilä (2019) als „Duplex-Diathesen“ bezeichnet, weil das grammatische Subjekt mit zwei semantischen Rollen zugleich ausgestattet ist. Dies ist bei der reflexiven und der reziproken Diathese der Fall.
Eine reflexive Diathese ist eine Verbform, die die Rollen eines Agens und eines Patiens auf dasselbe Individuum bezieht, z. B. wie bei der oben besprochenen griechischen Verbform loúomai „ich wasche mich“. Das Individuum erscheint mit einer solchen Verbform dann nur einmal im Satz (als Subjekt). Es handelt sich also um eine diathetische Operation, die zwei Rollen aus der semantischen Ebene fusioniert, sie macht hierdurch aus einem transitiven Verb eine Art intransitives. Hier wird allerdings ein Unterschied sichtbar zwischen Reflexiv als verbaler Diathese (intransitiv) und Reflexivkonstruktionen, in denen ein Reflexivpronomen als formales Objekt auftritt. Auch im Griechischen ist eine Konstruktion aus Verb und selbständigem Reflexivpronomen als Alternative möglich; wird diese gewählt, steht das Verb im Aktiv statt in der Mediumform.
Die inhärent reflexiven Verben des Deutschen bilden im Hinblick hierauf eine Zwischenstufe, man könnte entweder das Reflexivpronomen als Objekt oder als bedeutungsleere Medial-Markierung fürs Verb ansehen.
Die reziproke Diathese erfordert ein Plural-Subjekt, eine Gruppe, und besagt, dass die Verbalhandlung zwischen den Individuen dieser Gruppe abläuft. Diese Bedeutung wird sonst auch durch Reziprokpronomen ausgedrückt.

### Die Kategorie der „globalen Diathesen“
Eine weitere Kategorie, in der sich ein eigener Untertyp der Diathesen (und hierbei sogar Flexionskategorien) zusammenfassen lässt, sind „globale“ oder „symmetrische Diathesen“. Sie beinhalten eine Umpolung und Neuausrichtung der Verbvalenz als ganzer. In europäischen Sprachen kommt dieser Typ nicht vor. 
Ein Beispiel sind die Direkt/Invers-Systeme mancher amerikanischer Indianersprachen. Idealtypisch funktioniert ein solches System folgendermaßen: Im transitiven Satz werden nur die beiden Teilnehmer genannt und zusätzlich steht eine Verbform, die die Handlungsrichtung zwischen ihnen anzeigt, und zwar unterschieden danach, ob die Handlungsrichtung eine „erwartbare“ oder „unnormale“ Richtung aufweist. Die Erwartbarkeit richtet sich u. a. nach einer Belebtheitshierarchie, worin belebte Teilnehmer höher als unbelebte eingeordnet sind und unter den Belebten das Ich höher als das Du und dieses höher als dritte Personen. Die direkte Verbform (d. h. Diathese) besagt, dass die Handlungswirkung zwischen den Teilnehmern der Hierarchie entlang von oben nach unten verläuft („Ich füttere das Kind“ oder „Er zertrat einen Käfer“), die inverse Form besagt das die Handlungswirkung „bergauf“ gegen die Hierarchie verläuft („Du fütterst mich“ oder „Der Skorpion tötete den Mann“). Anders als bei einer Passivierung wird die transitive Struktur also nicht reduziert.
Auch die Konstruktionen, die an Verben sogenannte „Fokus“-Unterscheidungen markieren und die für austronesische Sprachen charakteristisch sind, fallen in diese Kategorie. Hier trägt das Verb eine Markierung, welche semantische Rolle die hierarchisch höchste grammatische Funktion einnimmt (die als Subjekt oder Topic gesehen wird). Das Verb kann demnach „Aktor-Fokus“ oder „Patiens-Fokus“ markieren, oder periphere Teilnehmer fokussieren wie Instrument, Empfänger etc. (was oben als „Nukleativ“ bezeichnet wurde). Die genaue Funktionsweise ist in verschiedenen Sprachen unterschiedlich; hier einige Beispiele aus dem Tagalog.
„Der Mann kaufte Fisch im Laden“
- a. mit Aktor-Fokus (AF) am Verb und Nominativ (ang = nom) am Aktor:

```
B
um
ili    
ang lalake
 ng isda sa tindahan.
kaufen-AF nom-Mann   Fisch   im Laden
```

- b. mit Patiens-Fokus (PF) am Verb und Nominativ am Patiens:

```
B
in
ili   ng lalake 
ang isda
  sa tindahan.
kaufen-PF  Mann    nom-Fisch im Laden
```

- c. mit Lokativ-Fokus (LF) am Verb und Nominativ an der Ortsangabe:

```
Binilh
-an
 ng lalake ng isda  
ang tindahan.

kaufen-LF  Mann     Fisch    nom-Laden
```

Die genaue Analyse dieses Systems gilt weiterhin als schwierig, Konsens ist heute aber, dass auch der „Patiens-Fokus“ kein Passiv ist (im Gegensatz zu einigen älteren Analysen), denn alle Konstruktionen sind gleichermaßen transitiv und nur nach der globalen Ausrichtung des Satzes auf einen der Teilnehmer unterschieden.